# Tilapia sparrmanii
Tilapia sparrmanii, tên thường gọi là cá rô phi sọc hay vlei kurper, là một loài cá nước ngọt nhiệt đới thuộc chi Cá rô phi trong họ Cá hoàng đế. Loài này được mô tả lần đầu tiên vào năm 1840.

## Phân bố và môi trường sống
T. sparrmanii được biết đến ở một số hệ thông sông hồ thuộc các quốc gia tại các khu vực Trung Phi, Đông Phi (chỉ tại hồ Malawi) và Nam Phi. T. sparrmanii ưa sống ở những vùng nước nông (thường khoảng 5 m trở lại) có tán cây che dọc bờ sông, hồ, hoặc đầm lầy; môi trường nước có độ pH vào khoảng 7,0 và nhiệt độ từ 22 đến 25 °C.

## Mô tả
T. sparrmanii trưởng thành có thể dài khoảng 23,5 cm, nặng khoảng 445 gam. T. sparrmanii có thân màu xám bạc hoặc xanh ô liu, với khoảng 8 - 9 sọc dọc màu sẫm; miệng dưới có dải màu lam; bụng có màu vàng; các đốm vảy có màu đỏ cam; vây lưng có viền đỏ; vây đuôi có hình rẻ quạt. Số ngạnh ở vây lưng: 13 - 15. Thức ăn chủ yếu của loài này là rong rêu, lá cây và các sinh vật phù du, động vật giáp xác nhỏ.
Vào mùa sinh sản, cá đực tưới tinh dịch lên đám trứng ở phía dưới hoặc đính trên các đám thực vật. Cá bố và cá mẹ đều bảo vệ trứng. Trứng và cá con được đưa vào miệng cá bố và cá mẹ trong những lần di cư, tuy nhiên không có bằng chứng nào cho thấy sự ấp trứng bằng miệng ở loài này. Cá bột có thể bơi tự do sau 7 - 8 ngày, khoảng vài tuần sau chúng sẽ tách bố mẹ.
T. sparrmanii được sử dụng thương mại trong việc nuôi trồng thủy sản.